# 통리초등학교
통리초등학교는 대한민국 강원특별자치도 태백시에 있는 공립 초등학교이다.

## 학교 연혁
- 1954년 6월 20일 : 철암초등학교 통리분교장 개교
- 1959년 4월 6일 : 통리초등학교 개교(6학급)
- 1981년 3월 8일 : 통리국민학교 병설유치원 개설
- 1996년 3월 1일 : 통리초등학교로 교명 개칭

## 학교 상징
- 교목(校木) - 전나무
- 교화(敎化) - 장미

## 참고 자료
- 통리초등학교 - 한국교육학술정보원 학교알리미